# Hamr v Popovicích
Hamr v Popovicích stojí na katastrálním území Popovice u Králova Dvora v okrese Beroun. Hamr s můstkem byl v roce 1977 zapsán do Ústředního seznamu kulturních památek České republiky.

## Historie
Na přelomu 15. a 16. století byla vybudována soustava vodních děl na řece Litavce. Užitková voda byla přiváděna k hutím a hamrům, v současné době (2021) vodu odebírají některé provozy Králodvorských železáren. Řeka Litavka byla přehrazena jezem o výšce 2,5 m, od kterého byla vyhloubena čtyři kilometry dlouhá Huťská strouha. Tento vodní kanál napájel rybníky Měřák a Huťský, přiváděl vodu k popovickému mlýnu a do Karlovy huti. Popovická huť z 16. století na začátku 17. století zanikla, hamry které se zachovaly zpracovávaly železo z blízké Karlovy huti. V roce 1887 hamry ukončily činnost a krátce nato byly zbourány.
Popovický hamr byl postaven po roce 1519. V zemských deskách je připomínán v roce 1544, kdy byl v majetku rodu Karlů ze Svárova. Vodní pohon z Huťské strouhy se získával v místě mezi Zdicemi a Královým Dvorem. K areálu hamru vede mostek přes strouhu.

## Popis
Hamr je renesanční zděná omítaná budova postavená na půdorysu obdélníku s vysokou mansardovou střechou, která je krytá bobrovkami. V silničním průčelí je uprostřed prolomen vchod, před ním jsou tři schodové stupně, a po stranách je souměrně po jednom oknu. V kratších průčelích jsou dvě okenní osy. Všechna okna jsou šestidílná. K průčelí do dvora jsou přistavěny chlívky. Na severní straně je u domu zahrada, která je ohrazena zděným plotem s plaňkami.
V interiéru uprostřed je kuchyně s valenou klenbou a  čtyři místnosti s plochým stropem jsou situovány v rozích budovy.

## Galerie

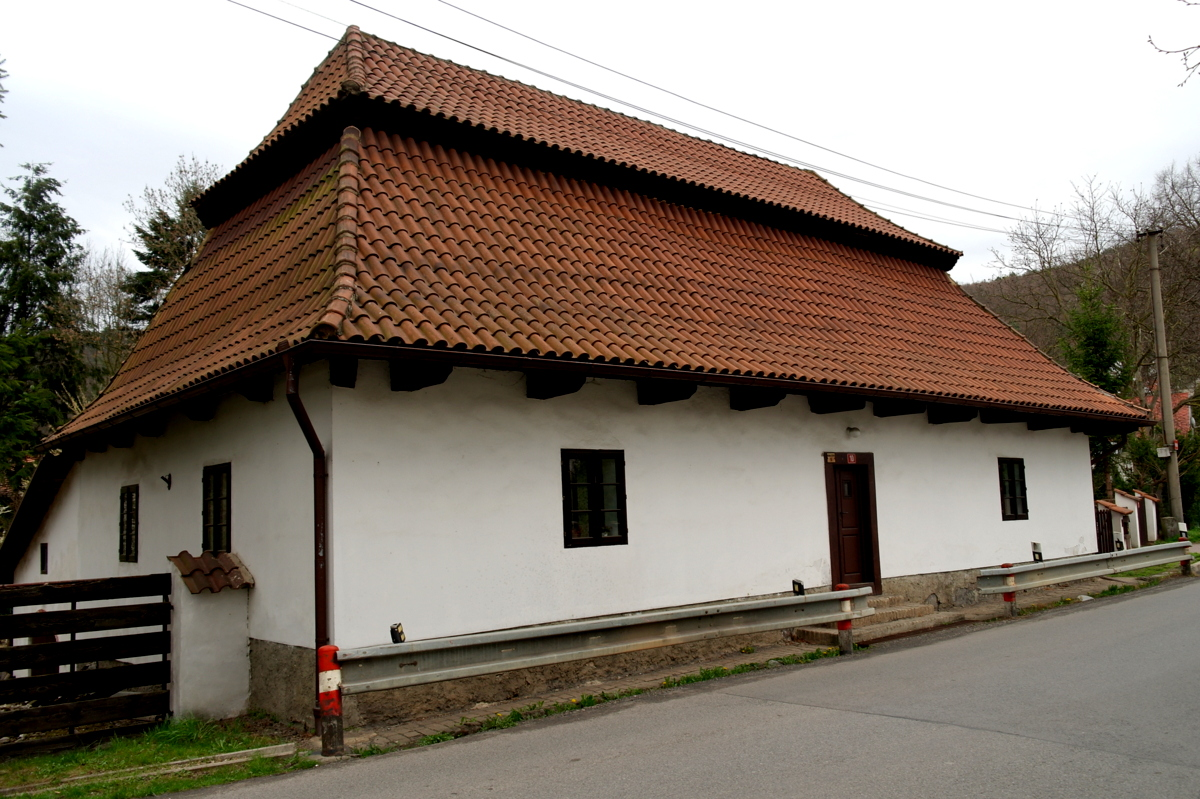
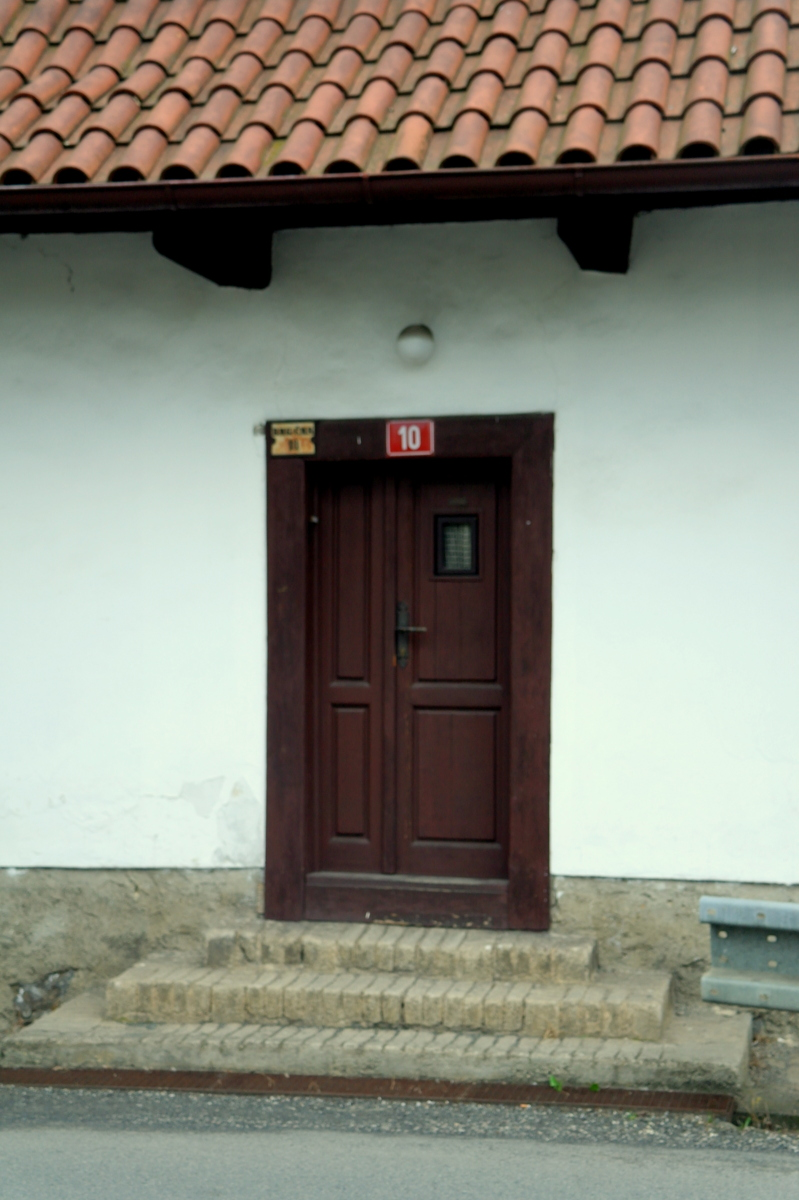
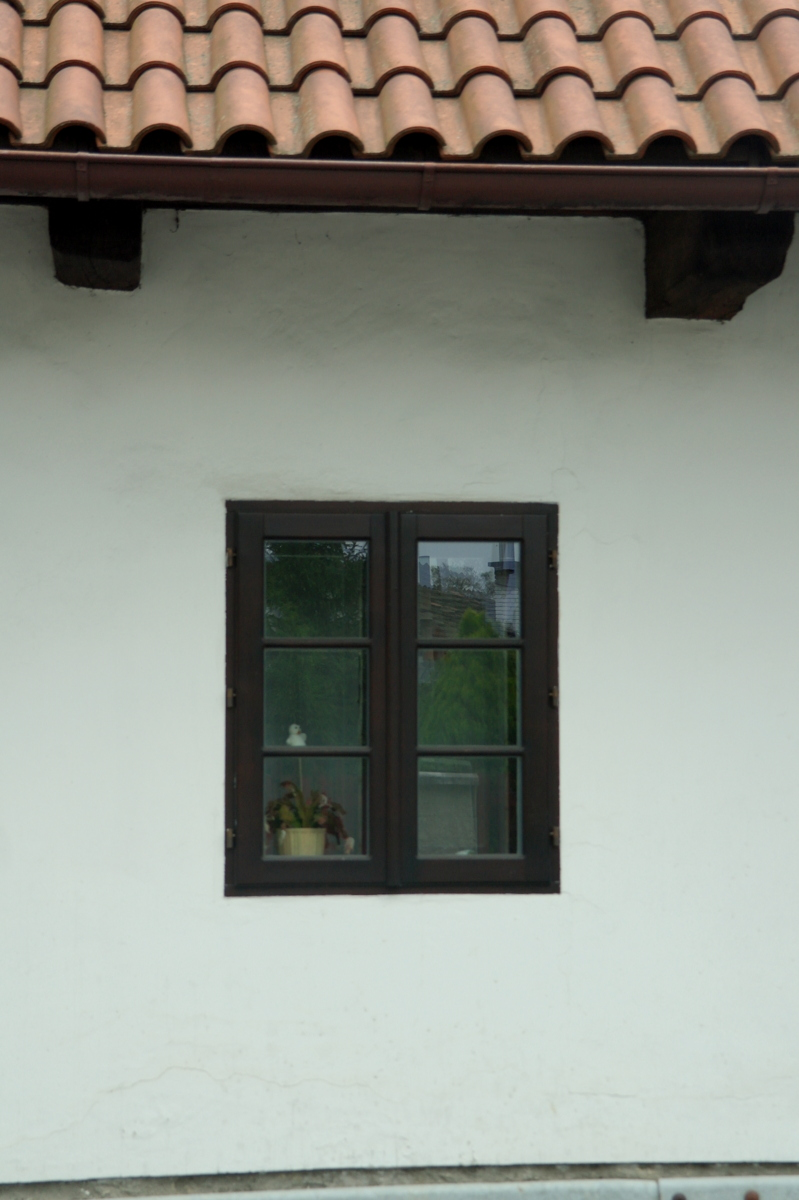
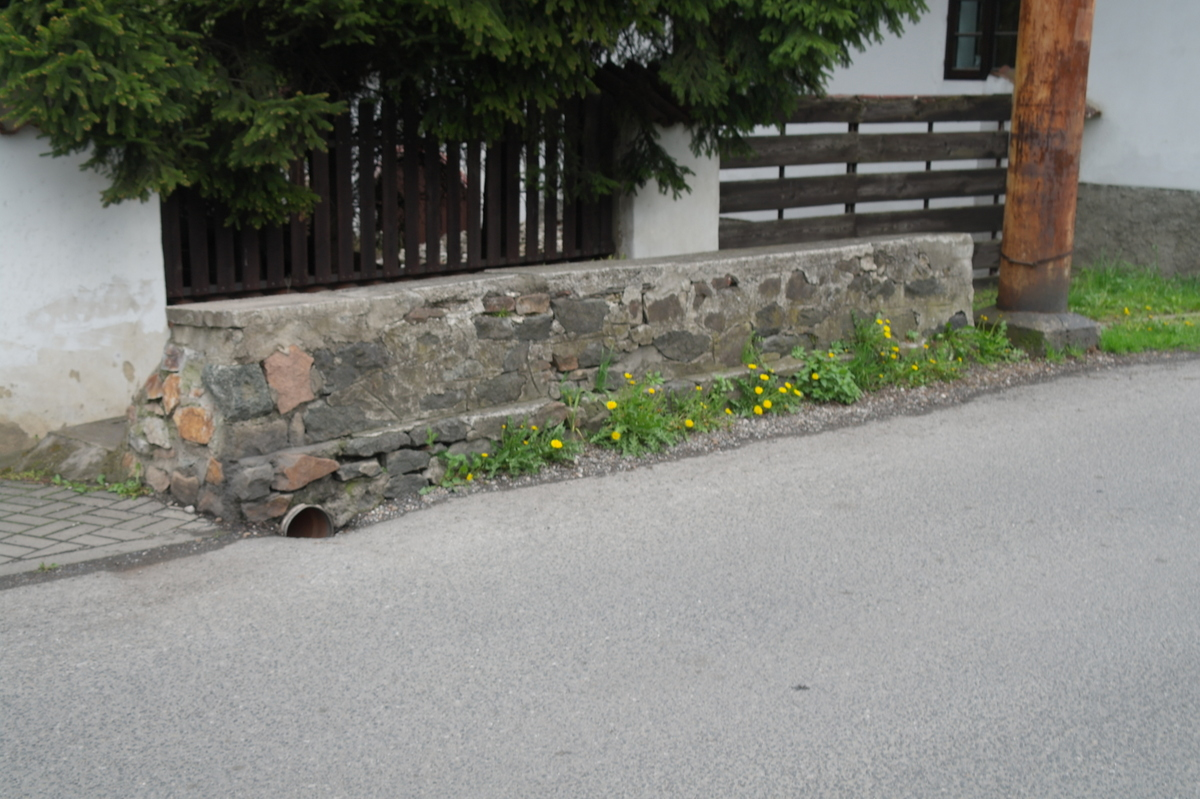